# Pasterace
Pasterace (nebo také pasterizace) je jednou z metod konzervace potravin, kterou vyvinul v polovině 19. století francouzský vědec Louis Pasteur. Původně byla pasterace vyvinuta na objednávku francouzského válečného loďstva pro zamezení octovatění vína. Brzy se rychle ujala i u dalších komodit (mléko, masné výrobky, vaječné výrobky, pivo, nealkoholické nápoje, ...).

## Charakteristika
Podstatou pasterace je krátkodobé zvýšení teploty, které způsobí zničení nesporulujících patogenních mikroorganismů. Na rozdíl od převaření (dosáhnutí teploty 100 °C) výrazněji nemění kvalitu potraviny. Při pasteraci nedochází ke sterilizaci. Působení tepla musí být přizpůsobeno individuální potravině. Čím vyšší je teplota, tím kratší je čas potřebný k usmrcení mikroorganismů. Čím vyšší je počet bakterií, tím je potřebný čas delší. Teplotní odolnost mikroorganismů ovlivňuje růstová fáze vegetativní buňky nebo spory, ale i vlastnosti prostředí (vlhkost, kyselost (pH) a koncentrace soli odolnost snižuje, přítomnost bílkovin a tuků odolnost zvyšuje).
Pasterace je jedna ze základních složek technologického postupu při výrobě a zpracování mléka a mléčných výrobků, některých masných výrobků, vaječných výrobků a různých alkoholických nápojů. Přesná teplota a doba pasterace u konkrétního výrobku je závislá na příslušné vyhlášce a zejména na způsobu technologie potravinářské výroby. Klasická pasterace obvykle vyžaduje ohřátí tekutiny na 60–75 °C a její udržování v rozmezí 30–120 minut (dle zpracovávaného subjektu – například u piva a vína je tato teplota 52,7 °C, mléko vyžaduje 61,6 °C). Účelem je likvidace patogenních mikroorganismů, a tím zvýšení trvanlivosti potravin, ale i zabránění šíření nemocí těmito potravinami.

## Typy pasterace
1. Vysoká teplota, mžikový čas
2. Nízká teplota, dlouhý čas

Ultravysoká teplota (UHT) nebo nesprávně UHT-pasterace, je sterilací, při níž nepřežijí žádné bakterie, ani jejich spory. Teplota zahřátí až na 150 °C, ovšem jen na zlomek sekundy. Používá se např. u mléka, džusů, polévek atd.

## Pasterace mléka
Dokud nebylo mléko pasterováno, šířila se jím především tuberkulóza. Na obsažené patogeny umírali zejména kojenci. Způsobovaly jim krvavé průjmy, zvracení, horečky, salmonelózu, brucelózu, tuberkulózu, klíšťovou encefalitidu a mnoho dalších nemocí včetně přenosu parazitů. Počet úmrtí v 19. století způsobených kontaminovaným mlékem byl v Českých zemích odhadován na desítky tisíc ročně. V roce 1886 představil brněnský rodák Franz von Soxhlet šetrnou tepelnou úpravu, která nevyžadovala, aby mléko prošlo varem. Vysoké teploty totiž v mléku ničí vitamíny, například C, jehož nedostatek způsoboval malým dětem kurděje. Dětem pak krvácely dásně i vnitřní tkáně, vypadávaly zuby a otékaly tváře i končetiny. Zákonná pasterizace byla v českých zemích nařízena od roku 1934.
V českých obchodech je dostupné pouze pasterované mléko (ať už to, které pijeme, nebo to, z kterého se vyrábějí mléčné výrobky). Neošetřené (syrové) mléko je možné koupit jen přímo na farmě nebo z mlékomatu. Pro kravské mléko je hojně používaná metoda UHT (Ultra High Temperature) s následným aseptickým balením, která sice trochu mění chemické a senzorické vlastnosti produktu, ale zato umožňuje dosáhnout delší trvanlivosti (tzv. „krabicová“ mléka). Dle platné legislativy (Nařízení Evropského parlamentu a Rady (ES) č. 853/2004 ve znění Nařízení Komise (ES) č. 1662/2006) se pasterace mléka dosahuje několika způsoby a zajišťuje trvanlivost několika dnů:
1. dlouhá nízká – 61,6 °C na 30 minut
2. šetrná krátkodobá – 71,5°–74 °C na 15–40 sekund
3. vysoká mžiková – 85 °C na 1–5 sekund
4. legislativní – 72 °C na 15 sekund

Ošetření mléka zajišťující delší trvanlivost:
1. ESL – mléko s prodlouženou trvanlivostí (kombinovaná metoda do 100 °C), trvanlivost týdny
2. sterilace – zahřátí mléka 30 minut na 100 °C v uzavřených nádobách, trvanlivost měsíce
3. UHT – 135–150 °C na zlomek sekundy, trvanlivost měsíce

Úkolem pasterizace mléka je zachovaní bakterií mléčného kysání a jejich spor, které jsou termostabilní. UHT a sterilací se tyto bakterie i jejich spory ničí a mléko po otevření při pokojové teplotě nezkysá jako pasterované, ale shnije vlivem divokých bakterií a plísní získaných z prostředí.

## Pasterizace zmrzliny
Pasterizace zmrzliny se dá provádět dvojím způsobem:
1. Studenou cestou
2. Teplou cestou (náročnější, ale kvalitnější)

Zatímco studená cesta se dá obejít použitím speciálních surovin, teplá cesta je technologicky i časově náročný postup, u kterého je třeba dodržet patřičné technologické procedury. U profesionálních provozů (cukrárny atp.) je kvalitní pasterizace teplou cestou navíc podmíněna vlastněním tří přístrojů: pasterizátoru, dozrávače a výrobníku zmrzliny.

## Pasterace piva
Cílem pasterace piva je ošetření a zvýšení jeho biologické trvanlivosti. Pivo je pasterováno dvěma způsoby dle typu balení. Pro sudy a umělohmotné láhve se upravuje předem tzv. bleskovou pasterací, kdy se tekutina zahřeje po 30 až 60 sekund na teplotu 72 °C. Při této metodě se doporučuje maximálně snížit v pivu obsah kyslíku, který při vysoké teplotě nepříznivě mění vlastnosti nápoje. Plechovky a skleněné láhve se upravují buďto tzv. tunelovou pasterací nebo průtokovou pasterací. V průchodu láhví tunelovým pastérem jsou láhve sprchovány vodou různé teploty, aby se ohřály na požadovanou pasterační teplotu, zpravidla 61–62 °C a následně pak postupně zchlazovány na výstupní teplotu cca 25–30 °C. Celková doba průchodu láhví trvá 40–60 minut (u plechovek je kratší). Při průtokovém pastéru se používají pasterační teploty 70–74 °C a již krátké prodloužení vede rychle k přepasterovaní s negativními důsledky na chuť a vůni piva. Často se pasterace nahrazuje filtrací přes polypropylenovou membránu.

## Rizika nesprávné pasterace
Epidemie klíšťové encefalitidy, která vznikla asi v polovině minulého století na východním Slovensku (v roce 1951 v Rožňavě), se přenášela mlékem. Příčinou byly dva faktory. Jeden byl u zemědělců, kteří ředili kravské mléko levnějším kozím (do kterého virus klíšťové encefalitidy snadno prochází) a jako čistě kravské je prodávali mlékárně. Normálně by se nic nestalo, protože pasterace by viry spolehlivě zničila, jenže v mlékárně se porouchalo pasterační zařízení (paster) a podnik to „vyřešil“ tím, že prodával mléko a jeho produkty nepasterované. Onemocnělo na 500 lidí.
U klíšťové encefalitidy byl zaregistrován i přenos přes ovčí sýr vyráběný z nepasterizovaného mléka.